# John Brown (Basketballspieler)
John Young Brown (* 14. Dezember 1951 in Frankfurt am Main, Bundesrepublik Deutschland) ist ein ehemaliger US-amerikanischer Basketballspieler der National Basketball Association (NBA).

## Karriere

### College
Geboren in Frankfurt, wuchs Brown in Dixon, Missouri als eines von sechs Kindern bei einer alleinerziehenden Mutter auf. In seinem Senior-Jahr an der High School hatte er einen Punktedurchschnitt von 31,5 Punkten pro Spiel und führte seine Bulldogs nach einer Perfekten Saison zur Staatsmeisterschaft von Missouri.
Trotz vieler Angebote aus dem gesamten Mittleren Westen entschloss sich Brown, für die University of Missouri zu spielen. Erst als Sophomore schaffte er es in die Startformation der Mizzou Tigers, denn Freshmen waren seinerzeit im Basketball und im Football noch nicht spielberechtigt. Als Junior hatte er Durchschnittswerte von 20 Punkten und 11 Rebounds pro Spiel und führte Missouri wie auch im Folgejahr zum National Invitation Tournament, das damals noch nicht der National Collegiate Athletic Association (NCAA) unterstand und als das bedeutendste College-Basketball-Turnier galt. In beiden Jahren wurde er ins All-Big Eight Conference First Team gewählt.

### NBA
Die Atlanta Hawks wählten Brown bei der NBA-Draft 1973 an zehnter Stelle aus. Er wurde in seinem ersten Jahr ins NBA All-Rookie Team gewählt. Brown spielte insgesamt sieben Jahre in der NBA. Nach einer Saison bei den Chicago Bulls absolvierte er in der Saison 1979/80 vier Spiele für den Utah Jazz, um in der zweiten Saisonhälfte zu den Hawks zurückzukehren und die Postseason zu erreichen. In 486 Spielen erreichte er Durchschnittswerte von 7,4 Punkten, 4,4 Rebounds und 1,4 Assists pro Spiel. John Brown hält derzeit den Rekord von 6 Fouls innerhalb der kürzesten Zeit, aufgestellt am 4. März 1975 im Spiel der Atlanta Hawks gegen die Los Angeles Lakers innerhalb von zwei Minuten. Anfang der 1980er Jahre ließ er seine Karriere in der Lega Basket Serie A ausklingen.
2019, also 36 Jahre nach seinem Karriereende und 46 Jahre nach seiner Karriere als Tiger, versetzte die University of Missouri in einer feierlichen Zeremonie Browns Jersey mit der Rückennummer 50 in den Ruhestand. Am 9. September 2020 wurde verlautet, dass Brown, heute in Rolla ansässig, der Athletikabteilung seiner Alma Mater eine Spende in Höhe von einer Million US-Dollar machte.